# Villa Rohannec'h
La villa Rohannec'h (du breton Roc'h an nec'h, la roche du sommet, ou de la famille de Rohan[réf. souhaitée]) est un édifice situé dans la commune de Saint-Brieuc, dans les Côtes-d'Armor en région Bretagne.
Cette villa d'inspiration italienne sera nommée à l'époque le « château de Rohannec'h ».

## Localisation
Le domaine se trouve à l'est du centre-ville de Saint-Brieuc dans le quartier Saint-Michel sur une éminence qui domine la vallée du Légué. Un chemin permet de descendre au port du Légué. Point culminant au milieu des deux cours d'eau qui traversent Saint-Brieuc, le Gouët à l'Ouest et le Gouédic à l'Est, elle offre un rare point de vue sur la topographie de la ville.

## Historique
En 1899, le domaine est acheté par le vicomte Alain Le Gualès de Mézaubran qui y fait construire le « château de Rohannec'h » par l'architecte Charles de Carmejeanne entre 1900 et 1905. Peu après sa mort, au printemps 1939, la propriété est revendue à l'épouse d'un gros négociant briochin, la famille Pincemin.
Durant la Seconde Guerre mondiale, elle est occupée par les Allemands puis par les Américains. 

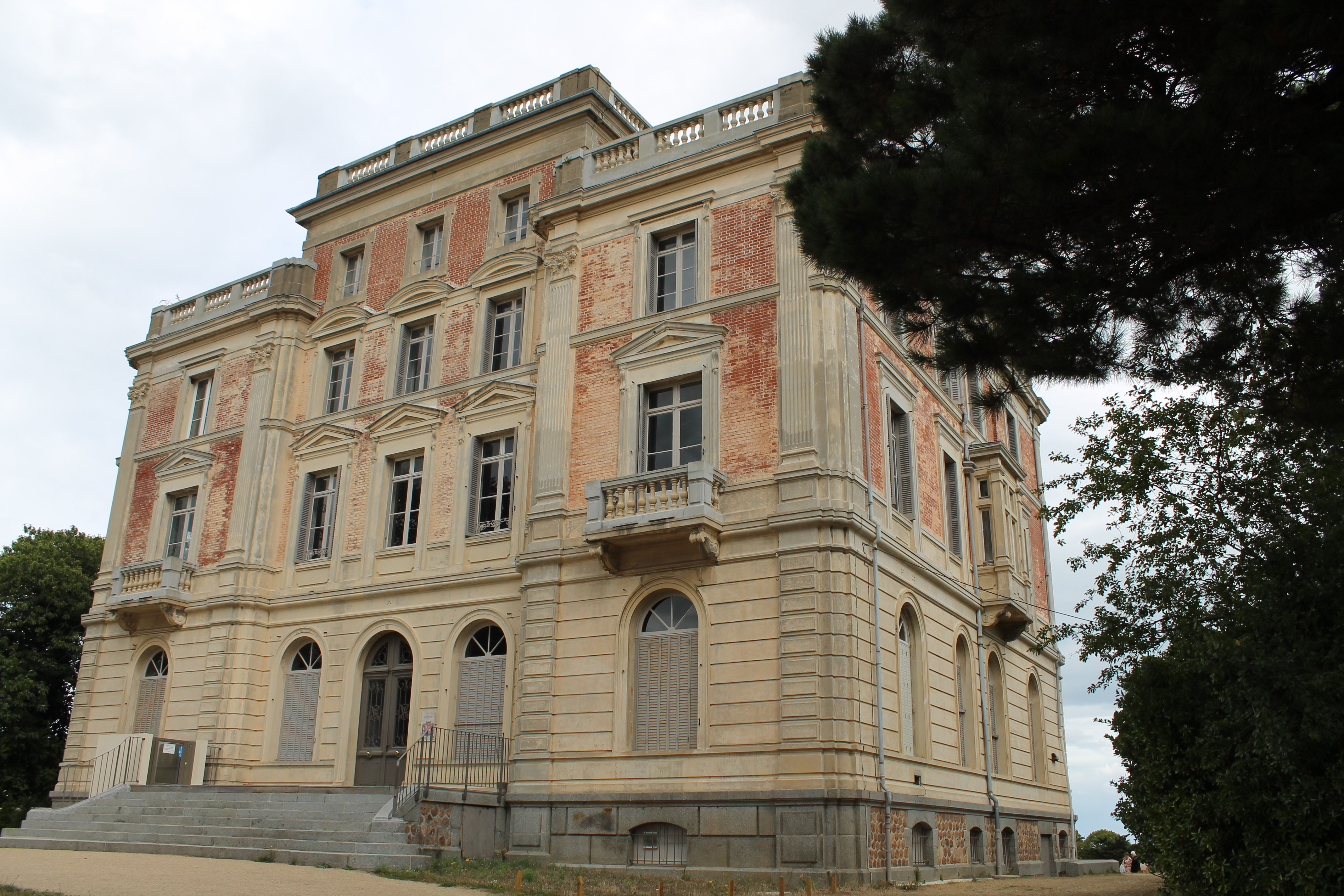

Le site fut racheté par le département des Côtes-du-Nord en 1946. Le bâtiment est transformé par Jean Fauny pour y ouvrir une École ménagère agricole féminine. Le site est mis à disposition du Ministère de l'Agriculture et de 1947 à 1994, la villa accueille l'école ménagère départementale d'agriculture. Dans les années 1970 elle devient Collège agricole féminin et dans les années 1980 Lycée agricole mixte. Les enseignements proposés sont alors la comptabilité et les services à la personne.
En 1994, les classes déménagent au lycée Jean Moulin de Saint-Brieuc. De 1994 à 1995 la villa héberge des réfugiés bosniaques.
En 1999, la villa accueille les créations d'une dizaine d'artistes, pour l'exposition d'art contemporain Intérieur/extérieur proposée par l'ODDC (Office Départemental du Développement Culturel).
En 2010, la villa ouvre ses portes au public (rez-de-chaussée) pour l'exposition Mer & BD. Depuis, le bâtiment sert de lieu culturel et le parc est ouvert au public. 
De 2011 à 2015 la villa accueille des manifestations associatives et saisons culturelles autour de l'art, du design, du patrimoine, de l'espace public, des jardins...
En 2014 et 2015, des travaux de sécurisation du bâti sont effectués.
De 2016 à 2018, des résidences artistiques et ateliers prospectifs avec des étudiants paysagistes, artistes, designers... sont mises en place.
Du 9 au 11 novembre 2018, la villa Rohannec'h accueille Museomix, événement créatif autour du patrimoine, coorganisé avec le musée d'art et d'histoire de Saint-Brieuc, la communauté MuseomixOuest et des associations locales.
En 2019 a lieu une expérimentation artistique à l'occasion de la saison France-Roumanie : une communauté artistique composée d'artistes roumaines et françaises (10 artistes) et 3 commissaires d'exposition expérimentent une résidence collective mobile en France et en Roumanie.
D'octobre 2019 à février 2020 : la villa accueille en résidence de création l'artiste, réalisateur chorégraphe et danseur autrichien Paul Wenninger.
Aujourd'hui, c'est un lieu de vie culturel atypique, une « maison-atelier », un lieu de résidences, de recherches et de créations, artistiques, patrimoniales, culturelles. Fondée sur des principes d'expérimentation, de coopération et d'hospitalité, l'animation du site met en œuvre un « atelier de création » permanent. Des artistes plasticiens (étudiants, artistes émergents ou confirmés) sont invités régulièrement à s'immerger sur le territoire et sur le site de Rohannec'h pour y développer leurs recherches et créations et y réaliser des œuvres. De nombreux et divers partenaires (associations, équipements culturels, entreprises, habitants) participent au processus de recherche et de création, soit en partageant leurs connaissances et ressources, soit en participant directement à la réalisation de l'œuvre. 

## Parc
Le parc est un étroit plateau de 100 mètres de large pour au total 7 hectares ouvert au public en 2007. C'est aussi une institution culturelle et citoyenne, en devenir, gérée par le département dans lequel elle se situe. En 2015, un jardin partagé est créé et en 2017 un rucher partagé.